# Agrilus anxius
Agrilus anxius es una especie de coleóptero polífago de la familia Buprestidae originaria de Norteamérica, más numerosos en las zonas más cálidas del continente y raros en el norte. Se encuentra desde Canadá al sur de Estados Unidos.
Es una plaga importante del abedul (Betula), que frecuentemente termina matándo. La especie Betula nigra es la especie más resistente, otros abedules americanos no tanto, mientras que los europeos y asiáticos no tienen resistencia a ella en absoluto y como resultado es prácticamente imposible que puedan crecer en el este de los Estados Unidos.
Mide ♀ 7.7-11.3 mm, ♂ 6.5-9.8 mm.